# Paracanthonchus barka
Paracanthonchus barka is een rondwormensoort uit de familie van de Cyatholaimidae. De wetenschappelijke naam van de soort is voor het eerst geldig gepubliceerd in 1962 door Inglis.